# I. e. 402
Évszázadok: i. e. 6. század – i. e. 5. század – i. e. 4. század
Évtizedek: i. e. 450-es évek – i. e. 440-es évek – i. e. 430-as évek – i. e. 420-as évek – i. e. 410-es évek – i. e. 400-as évek – i. e. 390-es évek – i. e. 380-as évek – i. e. 370-es évek – i. e. 360-as évek – i. e. 350-es évek
Évek: i. e. 407 – i. e. 406 – i. e. 405 – i. e. 404 –  i. e. 403 – i. e. 402 – i. e. 401 – i. e. 400 – i. e. 399 – i. e. 398 – i. e. 397

## Események

### Görögország
- A thesszáliai Larisszában I. Arkhelaosz makedón király támogatásával oligarchapárti kormányzat létesül.

### Itália
- Rómában consuli jogkörű katonai tribunusok: Cauis Servilius Ahala, Quintus Sulpicius Camerinus Cornutus, Quintus Servilius Fidenas, Aulus Manlius Vulso Capitolinus, Lucius Verginius Tricostus Esquilinus és Manlius Sergius Fidenas. Anxurt elfoglalják a volscusok. Falerii megpróbál segítséget nyújtani a rómaiak által ostromolt Veiinek.

## Születések
- Phokion, athéni politikus és hadvezér

## Halálozások
- Csou Vej-lö vang, a kínai Csou-dinasztia királya

## Fordítás
- Ez a szócikk részben vagy egészben  a(z)   402 BC című angol Wikipédia-szócikk ezen változatának fordításán alapul.  Az eredeti cikk szerkesztőit annak laptörténete sorolja fel. Ez a jelzés csupán a megfogalmazás eredetét és a szerzői jogokat jelzi, nem szolgál a cikkben szereplő információk forrásmegjelöléseként.